# سیمره (شهر)
سیمره مربوط به دوره ساسانی و قرون اولیه اسلامی است و در حاشیه شرقی شهرستان دره‌شهر در استان ایلام و غرب رودخانه سراب واقع شده است. این اثر در تاریخ ۲۴ شهریور ۱۳۱۰ با شماره ثبت ۶ به‌ عنوان یکی از آثار ملی ایران به ثبت رسیده‌است.
سیمره شهری باستانی در ضلع غربی و جنوب غربی دره شهر است، در واقع شهر قدیمی‌تر دره‌شهر، سیمره نام دارد. این شهر مربوط به اواخر دورهٔ ساسانی و قرون اولیهٔ اسلامی است و احتمالا مرکز ولایت مهرگان‌کَذَک (مهرجانقَذَق) بوده‌است به عبارتی پایتخت تابستانی آن دوره بوده‌است. این شهر باستانی بزرگترین محوطه تاریخی در سطح استان ایلام است. مساحت این شهر بالغ بر ۲۰۰ هکتار است. شهر باستانی سیمره جزو اولین آثار ثبت شده در فهرست آثار ملی ایران می‌باشد. دره شهر به‌دلیل فراوانی و تنوع قلعه‌های تاریخی در محدوده شهرستان، به شهر قلعه‌های ایران شهرت دارد. دره شهر همچنین به لحاظ زمین‌شناسی بزرگترین ژئوپارک دنیا محسوب می‌شود. پایگاه پژوهشی ملی شهر تاریخی متولی امور اداری اجرایی و پژوهشی این شهر تاریخی است.

## تاریخچه
به نظر می‌رسد این شهر به علت وقوع زلزله‌ای در سال ۳۳۴ هجری قمری (۹۴۵ میلادی) تخریب و خالی از سکنه شد. البته گفته می‌شود مردم این شهر قبل از وقوع زلزله شهر را ترک کرده بودند. اینکه مردم این شهر چگونه وقوع زلزله را پیش بینی کرده اند هنوز برایش پاسخی پیدا نشده است. در این شهر گچبری‌های منحصر به فردی به‌دست آمد که در نوع خود بی نظیر هستند. خانه اربابی، بنای مسجد، اماکن حاشیه سیل‌بند و اماکن مسکونی حاشیه‌نشین شهر مکان‌های کاوش شده در ۹ فصل کاوش در این محوطه تاریخی می‌باشند.
دره سیمره از دیرباز به لحاظ ویژگی‌های طبیعی، اجتماعی و اقتصادی و موقعیت خاص خود همواره مورد توجه گروه‌های انسانی واقع بوده‌است. شهر سیمره و پل گاومیشان بزرگ‌ترین پل تاریخی غرب کشور در شهرستان دره‌شهر نامزد ثبت در فهرست آثار جهانی هستند.
در لغتنامه دهخدا نوشته‌شده است که پس از اسلام "قیس بن سلمه الاشجعی" به جنگ کردان ماسبذان و سیمره رفته‌است.